# Tipula (Lunatipula) fabiola
Tipula (Lunatipula) fabiola is een tweevleugelige uit de familie langpootmuggen (Tipulidae). De soort komt voor in het Palearctisch gebied.